# SMS Audio
SMS Audio LLC — американська приватна компанія, виробник побутової електроніки, заснована Кертісом Джексоном, також відомим як 50 Cent. Випускає лінію навушників, супутні аксесуари та фірмовий одяг. У 2011 SMS Audio придбала KonoAudio й створила три навушники, що вийшли у 2011 й на початку 2012.

## Історія
50 Cent заснував SMS Audio в березні 2011 в Делавері. У серпні компанія зареєструвалася у Флориді. Абревіатура означає «Studio Mastered Sound». Репер почав пошуки компанії для придбання та ребрендингу під свою власну. У серпні 2011 нею стала KonoAudio. Сума угоди невідома.
Її засновник, Браян Ное, став президентом SMS Audio. Колишній співробітник Gillette заснував KonoAudio в 2007 у зв'язку з власним інтересом до музики й високоякісної аудіотехніки. Джексон і Ное разом працювали над розробкою трьох типів дорогих навушників, які вийшли наприкінці 2011 й на початку 2012.
У червні 2012 навушники продавали через рекламні шоу на QVC. У грудні 2011 Джексон повідомив, що певна сума коштів з продажу навушників на внутрішньому ринку з офіційного сайту SMS Audio піде ініціативі Feeding America, яка нагодує 250 голодних співвітчизників.

## Продукція

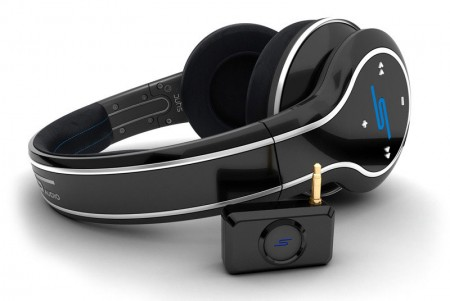
SYNC by 50 з бездротовим з'єднувачем

STREET by 50 (дротові): вкладиші, накладні, моніторні, діджейські. SYNC by 50 (бездротові): накладні, моніторні.
SYNC by 50 використовують технологію Kleer, яка дає змогу приєднатися максимум чотирьом пристроям у діапазоні 15 метрів. Kleer — 16-бітна платформа у 2.4ГГц. Вкладиші STREET by 50 мають вбудований мікрофон для телефонних дзвінків. Моніторні навушники виготовлені таким чином, що їх важко зламати.